# Kaakheemsterpolder
De Kaakheemsterpolder is een voormalig waterschap in de provincie Groningen.
De polder lag ten zuidwesten van Ten Boer. De noordoostgrens liep langs de tegenwoordig gedempte Schipsloot of Tenboersterdiep, de afwatering van de Swieringapolder, de zuidoostgrens liep langs het Damsterdiep, de zuidwestgrens lag 1200 m zuidelijk van de Schipsloot en de noordwestgrens liep ongeveer 400 m evenwijdig aan het Damsterdiep. De molens stond in het midden van de polder en sloeg uit op het Damsterdiep via een afvoerkanaaltje.
Waterstaatkundig gezien ligt het gebied sinds 2000 binnen dat van het waterschap Noorderzijlvest.